# Stegostenopos cryptogenes
Stegostenopos cryptogenes is een vissensoort uit de familie van de Amerikaanse mesalen (Hypopomidae). De wetenschappelijke naam van de soort is voor het eerst geldig gepubliceerd in 1997 door Triques.